# Karel Senecký
Karel Senecký (né le 17 mars 1919 en Tchécoslovaquie (aujourd'hui en République tchèque) et mort le 28 avril 1979) fut un joueur de football tchécoslovaque.

## Biographie

### Club
Durant sa carrière, il joue dans deux clubs du championnat tchécoslovaque, le Sparta Prague puis le SK Nusle.

### International
En international, il évolue sous les couleurs tchécoslovaques et participe à la coupe du monde 1938 en France, où son équipe parvient jusqu'en quarts-de-finale.